# Melaenornis silens
Melaenornis silens е вид птица от семейство Muscicapidae, единствен представител на род Sigelus.

## Разпространение
Видът е разпространен в Ботсвана, Лесото, Мозамбик, Свазиленд и Южна Африка.